# Kabinett Karzai II
Das Kabinett Karzai II war das afghanische Kabinett, das die Regierung von der Wiederwahl des Präsidenten Hamid Karzai im Jahr 2009 bis zum Ende seiner Amtszeit im Jahr 2014 führte. Das Kabinett bestand aus dem Präsidenten, seinen zwei Vizepräsidenten und 25 Ministern, die die Zustimmung des Unterhauses des afghanischen Parlaments (Wolesi Dschirga) erhielten. Die ersten Minister des Kabinetts wurden am 9. Januar 2010 ernannt. Das Kabinett führte bis zur Ernennung des Kabinetts Ghani I am 12. Januar 2015 geschäftsführend die Regierung.

## Kabinett
| Amt/Ministerium                           | Amt/Ministerium                           | Bild                                        | Amtsträger/Minister | Information | Information                                                                                              | Information | Bild  | Stellvertreter                                         | Information    | Information           | Information                              |
| Amt/Ministerium                           | Amt/Ministerium                           | Bild                                        | Amtsträger/Minister | Partei/Allianz | Abstammung                                                                                               | Studium/Dienst | Bild  | Stellvertreter                                         | Partei/Allianz | Abstammung            | Studium/Dienst                           |
| Ämter                                     | Ämter                                     | Ämter                                       | Ämter | Ämter | Ämter | Ämter | Ämter | Ämter                                                  | Ämter          | Ämter                 | Ämter                                    |
| ----------------------------------------- | ----------------------------------------- | ------------------------------------------- | --- | --- | --- | --- | ----- | ------------------------------------------------------ | -------------- | --------------------- | ---------------------------------------- |
| Präsident                                 | Präsident                                 |                                             | Hamid Karzai | Royalist | Paschtune (Kandahar)                                                                                     | Politik (Master, Indien) |       |                                                        |                |                       |                                          |
| Erster Vizepräsident                      | Erster Vizepräsident                      |                                             | Mohammed Fahim 9. Januar 2010 bis 9. März 2014 (†) | Nordallianz Dschamiat-i Islāmi (alliiert)                                                                                         | Tadschike (Pandschschir)                                                                                 | – |       |                                                        |                |                       |                                          |
| Erster Vizepräsident                      | Erster Vizepräsident                      |                                             | Yunus Qanuni 10. März 2014 bis 11. Januar 2015, davon vom 10. bis 24. März 2014 kommissarisch                                                                    | Nordallianz Dschamiat-i Islāmi | Tadschike (Pandschschir)                                                                                 | – |       |                                                        |                |                       |                                          |
| Zweiter Vizepräsident                     | Zweiter Vizepräsident                     |                                             | Karim Khalili | Nordallianz Hezb-e Wahdat | Hazara (Wardak)                                                                                          | Islam (Afghanistan) |       |                                                        |                |                       |                                          |
| Ministerien                               |                                           |                                             | | | | |       |                                                        |                |                       |                                          |
| Verteidigung                              | Verteidigung                              |                                             | Abdul Rahim Wardak 9. Januar 2010 bis 7. August 2012, davon vom 5. bis 7. August kommissarisch, wurde von der Wolesi Dschirga abgelehnt                          | Mahāz-e Millī-ye Islāmi (alliiert)                                                                                                | Paschtune (Wardak)                                                                                       | Militär (Abschluss, Afghanistan; USA, Ägypten) |       |                                                        |                |                       |                                          |
| Verteidigung                              | Verteidigung                              |                                             | Enayatullah Nazari kommissarisch vom 8. August bis 14. September 2012, wurde zuvor von der Wolesi Dschirga abgelehnt                                             | Nordallianz (alliiert) Dschamiat-i Islāmi (alliiert)                                                                              | Tadschike (Parwan)                                                                                       | Politik und Jura (Afghanistan) |       |                                                        |                |                       |                                          |
| Verteidigung                              | Verteidigung                              |                                             | Bismillah Khan Mohammadi 15. September 2012 bis 11. Januar 2015                                                                                                  | Nordallianz Dschamiat-i Islāmi | Tadschike (Pandschschir)                                                                                 | – |       |                                                        |                |                       |                                          |
| Auswärtiges                               | Auswärtiges                               |                                             | Zalmay Rassoul 16. Januar 2010 bis 28. Dezember 2013 | Royalist | Paschtune (Kabul)                                                                                        | Medizin (Berufsdoktorat, Frankreich) |       |                                                        |                |                       |                                          |
| Auswärtiges                               | Auswärtiges                               |                                             | Zarar Ahmad Osmani 29. Dezember 2013 bis 11. Januar 2015 | Nordallianz (alliiert) | Tadschike (Parwan)                                                                                       | Pädagogik (Abschluss, Afghanistan; umstritten) |       |                                                        |                |                       |                                          |
| Inneres                                   | Inneres                                   |                                             | Mohammad Hanif Atmar 9. Januar bis 27. Juni 2010 | Kommunist (alliiert) | Paschtune (Laghman)                                                                                      | IT und Computer (Diplom, Großbritannien) Staatstätigkeit, Internationale Beziehungen und Nachkriegswiederaufbau (Master, Großbritannien)                                                          |       |                                                        |                |                       |                                          |
| Inneres                                   | Inneres                                   |                                             | Bismillah Khan Mohammadi 28. Juni 2010 bis 14. September 2012, davon kommissarisch vom 5. August bis 14. September 2012, wurde von der Wolesi Dschirga abgelehnt | Nordallianz Dschamiat-i Islāmi | Tadschike (Pandschschir)                                                                                 | – |       |                                                        |                |                       |                                          |
| Inneres                                   | Inneres                                   |                                             | Mujtaba Patang 15. September 2012 bis 24. September 2013, davon kommissarisch vom 22. Juli bis 24. September 2013                                                | Kommunist (alliiert) | Paschtune (Lugar)                                                                                        | Polizei (Abschluss, Afghanistan) |       |                                                        |                |                       |                                          |
| Inneres                                   | Inneres                                   |                                             | Umar Daudsai 25. September 2013 bis 11. Januar 2015 | Hizb-i Islāmī Hekmatyār | Paschtune (Qarabagh)                                                                                     | Naturwissenschaft (Master, Großbritannien) |       |                                                        |                |                       |                                          |
| Finanzen                                  | Finanzen                                  |                                             | Omar Zakhilwal | – | Paschtune (Nangarhar)                                                                                    | Wirtschaft (Bachelor, Master und Doktor, Kanada) |       |                                                        |                |                       |                                          |
| Kultur                                    | Kultur                                    |                                             | Sayed Makhdoom Raheen | Royalist Dschamiat-i Islāmi (alliiert)                                                                                            | sunnitischer Sayyid (Kabul)                                                                              | Persische Literatur (Master und Doktor, Iran) |       |                                                        |                |                       |                                          |
| Justiz                                    | Justiz                                    |                                             | Habibullah Ghaleb 16. Januar 2010 bis 20. März 2014 (†) | Royalist (alliiert) Jebh-e Nejāt-e Millī (alliiert)                                                                               | Tadschike (Kapisa)                                                                                       | Scharia (Bachelor, Afghanistan) Scharia und Islamisches Recht (Master und Doktor, Ägypten) |       | Mohammad Yousuf Halim 9. Januar 2010 bis 20. März 2014 | –              | Paschtune (Nangarhar) | Jura und Politik (Bachelor, Afghanistan) |
| Justiz                                    | Justiz                                    |                                             | Mohammad Yousuf Halim kommissarisch vom 21. März 2014 bis 11. Januar 2015                                                                                        | – | Paschtune (Nangarhar)                                                                                    | Jura und Politik (Bachelor, Afghanistan) |       |                                                        |                |                       |                                          |
| Bildung                                   | Bildung                                   |                                             | Ghulam Farooq Wardak | Hizb-i Islāmī Hekmatyār | Paschtune (Wardak)                                                                                       | Pharmazie (Bachelor, Pakistan) BWL (Master, Pakistan) |       |                                                        |                |                       |                                          |
| Landwirtschaft                            | Landwirtschaft                            |                                             | Mohammad Asif Rahimi | – | Tadschike (Paghman)                                                                                      | unbekannt (Bachelor, Afghanistan) Entwicklungsprogramm-management (Master, USA) |       |                                                        |                |                       |                                          |
| Handel                                    | Handel                                    |                                             | Ghulam Muhammad Eeilaqi kommissarisch vom 16. Januar bis 27. Juni 2010, wurde von der Wolesi Dschirga abgelehnt                                                  | Nordallianz (alliiert) Hezb-e Wahdat (alliiert)                                                                                   | Hazara (Balch)                                                                                           | Wirtschaft (Bachelor, Afghanistan; Master, Italien) |       |                                                        |                |                       |                                          |
| Handel                                    | Handel                                    |                                             | Anwar ul-Haq Ahadi 28. Juni 2010 bis 28. Dezember 2013, wurde zuvor von der Wolesi Dschirga abgelehnt                                                            | Afghān Mellat | Paschtune (Sarobi)                                                                                       | Wirtschaft und Politik (Bachelor und Master, Libanon) BWL und Politik (Master und Doktor, USA) |       |                                                        |                |                       |                                          |
| Handel                                    | Handel                                    |                                             | Mohammad Shakir Kargar 29. Dezember 2013 bis 11. Januar 2015 | Nordallianz | Usbeke (Faryab)                                                                                          | Jura (Bachelor, Afghanistan) Geschichte (Master, Sowjetunion) Philosophie (Doktor, Russland) |       |                                                        |                |                       |                                          |
| Bergbau                                   | Bergbau                                   |                                             | Wahidullah Shahrani 9. Januar 2010 bis 28. Dezember 2013 | – | Usbeke (Badachschan)                                                                                     | Bankwesen (Master, Großbritannien) Wirtschaft (Master, Pakistan) |       |                                                        |                |                       |                                          |
| Bergbau                                   | Bergbau                                   |                                             | Mohammad Akbar Barakzai 29. Dezember 2013 bis 11. Januar 2015 | Hizb-i Islāmī Hekmatyār (alliiert)                                                                                                | Paschtune (Baglan)                                                                                       | – |       |                                                        |                |                       |                                          |
| Höhere Bildung                            | Höhere Bildung                            |                                             | Sarwar Danish kommissarisch vom 16. Januar 2010 bis 4. März 2012, wurde von der Wolesi Dschirga zweimal abgelehnt                                                | Nordallianz (alliiert) Hezb-e Wahdat                                                                                              | Hazara (Daikondi)                                                                                        | Jura, Journalismus und Islam (Bachelor, Iran) Islamisches Recht (Master, Iran) |       |                                                        |                |                       |                                          |
| Höhere Bildung                            | Höhere Bildung                            |                                             | Obaidullah Obaid 5. März 2012 bis 11. Januar 2015, wurde zuvor von der Wolesi Dschirga abgelehnt                                                                 | – | Tadschike (Kabul)                                                                                        | Medizin (Master, Afghanistan) |       |                                                        |                |                       |                                          |
| Öffentliche Gesundheit                    | Öffentliche Gesundheit                    |                                             | Suraya Dalil 16. Januar 2010 bis 11. Januar 2015, davon kommissarisch vom 16. Januar 2010 bis 4. März 2012, wurde zuvor von der Wolesi Dschirga abgelehnt        | Nordallianz (alliiert) Junbish-i Milli (alliiert)                                                                                 | Usbekin (Kabul)                                                                                          | Medizin (Bachelor, Afghanistan) |       |                                                        |                |                       |                                          |
| Grenzen und Stämme                        | Grenzen und Stämme                        |                                             | Arsala Dschamal kommissarisch vom 16. Januar bis 27. Juni 2010, wurde von der Wolesi Dschirga abgelehnt                                                          | – | Paschtune (Paktika)                                                                                      | Wirtschaft (Bachelor, Malaysia; Studium, USA) |       |                                                        |                |                       |                                          |
| Grenzen und Stämme                        | Grenzen und Stämme                        |                                             | Asadullah Khalid 28. Juni 2010 bis 14. September 2012 | Nordallianz Tanzīm-e Da'wat-e Islāmī (alliiert)                                                                                   | Paschtune (Ghazni)                                                                                       | Politik (Bachelor, Afghanistan) Jura ( Tadschikistan; umstritten) |       |                                                        |                |                       |                                          |
| Grenzen und Stämme                        | Grenzen und Stämme                        | vakant 15. September 2012 bis 10. Juli 2013 | | | | |       |                                                        |                |                       |                                          |
| Grenzen und Stämme                        | Grenzen und Stämme                        |                                             | Akram Khpalwak 10. Juli 2013 bis 11. Januar 2015, davon kommissarisch vom 10. Juli bis 25. September 2013                                                        | Royalist (alliiert) Hizb-i Islāmī Hekmatyār (alliiert)                                                                            | Paschtune                                                                                                | – (Medizinstudium in Afghanistan nicht abgeschlossen) |       |                                                        |                |                       |                                          |
| Energie und Wasser                        | Energie und Wasser                        |                                             | Ismail Khan 16. Januar 2010 bis 28. Dezember 2013, davon kommissarisch vom 16. Januar 2010 bis 4. März 2012, wurde zuvor von der Wolesi Dschirga abgelehnt       | Nordallianz Dschamiat-i Islāmi | Tadschike (Herat)                                                                                        | Jag Turan (Stabshauptmann in der afghanischen Armee) |       |                                                        |                |                       |                                          |
| Energie und Wasser                        | Energie und Wasser                        |                                             | Mohammad Arif Noorzai 29. Dezember 2013 bis 11. Januar 2015 | Nordallianz | Paschtune (Kandahar)                                                                                     | – (Studium der Landwirtschaft in Afghanistan aufgrund der sowjetischen Invasion abgebrochen) |       |                                                        |                |                       |                                          |
| Telekommunikation                         | Telekommunikation                         |                                             | Amirzai Sangin 16. Januar 2010 bis 11. Januar 2015, davon kommissarisch vom 16. Januar 2010 bis 4. März 2012, wurde zuvor von der Wolesi Dschirga abgelehnt      | – | Paschtune (Paktika)                                                                                      | Kommunikations- und Elektrotechnik (Bachelor, Großbritannien) |       |                                                        |                |                       |                                          |
| Haddsch und Islam                         | Haddsch und Islam                         |                                             | Mohammad Yusuf Niazi 16. Januar 2010 bis 11. Januar 2015 | – | Paschtune (Nangarhar)                                                                                    | Scharia (Bachelor, Saudi-Arabien) Islam (Master und Doktor, Saudi-Arabien) |       |                                                        |                |                       |                                          |
| Transport und zivile Luftfahrt            | Transport und zivile Luftfahrt            |                                             | Mohammadullah Batash kommissarisch vom 16. Januar bis 27. Juni 2010, wurde von der Wolesi Dschirga abgelehnt                                                     | Nordallianz (alliiert) Junbish-i Milli (alliiert)                                                                                 | Usbeke (Kundus)                                                                                          | Soziales (Bachelor, Afghanistan; Master und Doktor, Sowjetunion) |       |                                                        |                |                       |                                          |
| Transport und zivile Luftfahrt            | Transport und zivile Luftfahrt            |                                             | Daud Ali Najafi 28. Juni 2010 bis 11. Januar 2015, davon kommissarisch vom 28. Juni 2010 bis 4. März 2012, wurde zuvor von der Wolesi Dschirga abgelehnt         | – | Hazara (Kabul)                                                                                           | Medizin und Chirurgie (Bachelor, Pakistan) Islam (Master, Pakistan) |       |                                                        |                |                       |                                          |
| Flüchtlinge und Rückkehrer                | Flüchtlinge und Rückkehrer                |                                             | Abdul Rahim kommissarisch vom 16. Januar bis 27. Juni 2010, wurde von der Wolesi Dschirga abgelehnt                                                              | Nordallianz Dschamiat-i Islāmi | Tadschike (Badachschan)                                                                                  | Bauingenieurwesen (Bachelor, Afghanistan) |       |                                                        |                |                       |                                          |
| Flüchtlinge und Rückkehrer                | Flüchtlinge und Rückkehrer                |                                             | Jamahir Anwari 28. Juni 2010 bis 11. Januar 2015 | – | Turkmene (Faryab)                                                                                        | Pharmazie (Bachelor, Afghanistan) |       |                                                        |                |                       |                                          |
| Ländliche Entwicklung                     | Ländliche Entwicklung                     |                                             | Jarullah Mansouri 16. Januar 2010 bis 4. März 2012 | Nordallianz (alliiert) Dschamiat-i Islāmi (alliiert)                                                                              | Tadschike (Tachar)                                                                                       | Wirtschaft (Bachelor, Pakistan) Politik und Internationale Beziehungen (Master, Pakistan) |       |                                                        |                |                       |                                          |
| Ländliche Entwicklung                     | Ländliche Entwicklung                     |                                             | Wais Ahmad Barmak 5. März 2012 bis 11. Januar 2015, wurde zuvor von der Wolesi Dschirga abgelehnt                                                                | Nordallianz (alliiert) Dschamiat-i Islāmi (alliiert)                                                                              | Tadschike (Pandschschir)                                                                                 | Architektur (Bachelor, Afghanistan) Entwicklungsforschung (Master, Großbritannien) |       |                                                        |                |                       |                                          |
| Arbeit, Soziales, Märtyrer und Behinderte | Arbeit, Soziales, Märtyrer und Behinderte |                                             | Amina Afzali 16. Januar 2010 bis 11. Januar 2015 | Nordallianz (alliiert) Dschamiat-i Islāmi                                                                                         | Tadschikin (Herat)                                                                                       | Naturwissenschaften (unspezifiziert, Afghanistan) |       |                                                        |                |                       |                                          |
| Frauen                                    | Frauen                                    |                                             | Husn Banu Ghazanfar 16. Januar 2010 bis 11. Januar 2015, davon kommissarisch vom 16. Januar 2010 bis 4. März 2012, wurde zuvor von der Wolesi Dschirga abgelehnt | – | Usbekin (Balch)                                                                                          | Literatur und Soziologie (Bachelor und Master, Sowjetunion) Philologie (Doktor, Sowjetunion) |       |                                                        |                |                       |                                          |
| Städtische Entwicklung                    | Städtische Entwicklung                    |                                             | Sultan Hussain Nasery kommissarisch vom 16. Januar 2010 bis 4. März 2012, wurde von der Wolesi Dschirga abgelehnt                                                | unbekannt | Usbeke                                                                                                   | unbekannt |       |                                                        |                |                       |                                          |
| Städtische Entwicklung                    | Städtische Entwicklung                    |                                             | Mirza Hussain Abdullahi 5. März 2012 bis 11. Januar 2015, wurde von der Wolesi Dschirga abgelehnt                                                                | Nordallianz (alliiert) Hezb-e Wahdat (alliiert)                                                                                   | Hazara (Ghazni)                                                                                          | Ingenieurwesen (Bachelor, Afghanistan; Master, Philippinen) Policy und Public Affairs (Doktor, USA)                                                                                               |       |                                                        |                |                       |                                          |
| Wirtschaft                                | Wirtschaft                                |                                             | Abdul Hadi Arghandiwal 16. Januar 2010 bis 11. Januar 2015 | Hizb-i Islāmī Hekmatyār | Paschtune (Kabul)                                                                                        | Wirtschaft (Bachelor, Afghanistan) |       |                                                        |                |                       |                                          |
| Drogenbekämpfung                          | Drogenbekämpfung                          |                                             | Zarar Ahmad Osmani 16. Januar 2010 bis 28. Dezember 2013 | Nordallianz (alliiert) | Tadschike (Parwan)                                                                                       | Pädagogik (Abschluss, Afghanistan; umstritten) |       |                                                        |                |                       |                                          |
| Drogenbekämpfung                          | Drogenbekämpfung                          |                                             | Mohammad Mubarez Rashedi 29. Dezember 2013 bis 11. Januar 2015                                                                                                   | Nordallianz (alliiert) Hezb-e Wahdat (alliiert)                                                                                   | Schiite                                                                                                  | Islam (Abschluss, Iran) |       |                                                        |                |                       |                                          |
| Öffentliche Arbeiten und Wohlfahrt        | Öffentliche Wohlfahrt                     |                                             | Suhrab Ali Safari kommissarisch vom 16. Januar bis 27. Juni 2010, wurde von der Wolesi Dschirga abgelehnt                                                        | – | Hazara (Wardak)                                                                                          | Ingenieurwesen (Diplom, Afghanistan; Doktor, Polen) |       |                                                        |                |                       |                                          |
| Öffentliche Arbeiten und Wohlfahrt        | Öffentliche Arbeit                        |                                             | Abdul Qudoos Hamidi 28. Juni 2010 bis 4. März 2012, wurde zuvor von der Wolesi Dschirga abgelehnt                                                                | – | Usbeke (Dschuzdschan)                                                                                    | Technische Chemie (Bachelor und Master, Afghanistan) |       |                                                        |                |                       |                                          |
| Öffentliche Arbeiten und Wohlfahrt        | Öffentliche Arbeit                        |                                             | Najibullah Awzhang 5. März 2012 bis 11. Januar 2015 | – | Paschtune (Kabul)                                                                                        | Bauingenieurwesen (Bachelor und Master, Afghanistan) |       |                                                        |                |                       |                                          |
| Gesamt                                    |                                           |                                             | | | | |       |                                                        |                |                       |                                          |
|                                           |                                           |                                             | | Nordallianz (36,0 %)keine (34,2 %)Royalisten (14,0 %)Hizb-i Islāmī Hekmatyār (9,0 %)andere (4,7 %)vakant (0,7 %)unbekannt (1,4 %) | Paschtunen (38,2 %)Tadschiken 1 (32,9 %)Hazara 2 (11,1 %)Usbeken (13,9 %)Turkmenen (3,2 %)vakant (0,7 %) | Afghanistan: 21/50 Westliche Welt: 3 14/50 Pakistan: 4/50 Sowjetunion/Russland: 3/50 Iran: 3/50 Ägypten: 2/50 Indien: 1/50 Malaysia: 1/50 Saudi-Arabien: 1/50 Philippinen: 1/50 Sonstige: 4 11/50 |       |                                                        |                |                       |                                          |

## Regierungsbildung

### November 2009 bis Januar 2010: Erste Kandidatenliste und Regierungskrise

#### Vorbereitungen und Kontroversen um Warlords, doppelte Staatsbürgerschaften und neuen Ministerien

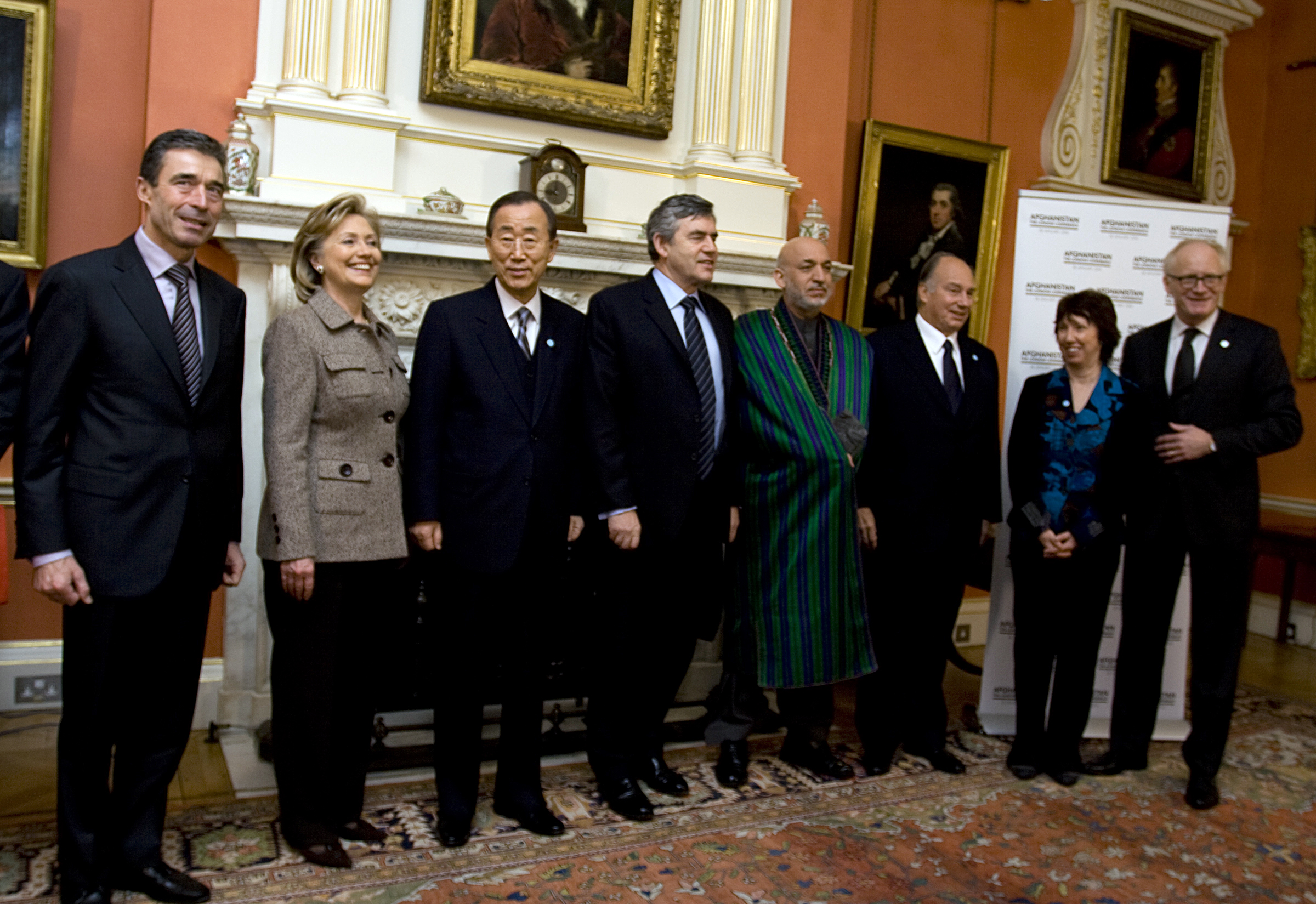
Karzai und andere internationale Politiker bei der Afghanistan-Konferenz 2010

Gemäß der afghanischen Verfassung nominiert der Präsident die Minister, aber für ihre Bestätigung ist die Zustimmung des Unterhauses des Parlaments erforderlich. Nach der umstrittenen Wiederwahl Karzais im Herbst 2009 und Berichten über weitverbreitete Korruption in den höchsten Regierungskreisen stand Karzai unter Druck, seine Legitimität sowohl national als auch international wiederherzustellen. Während seiner Amtseinführungsrede versprach Karzai, gegen die Kultur der Straflosigkeit vorzugehen, Korruption zu bekämpfen und die Rechtsstaatlichkeit zu stärken. Er betonte auch, dass Regierungsbeamte ihre Vermögenswerte und Einkommensquellen offenlegen müssten. Westliche Beamte betrachteten die Aufstellung der Ministerkandidaten als entscheidenden Test dafür, ob Karzai die Korruption tatsächlich bekämpfen wollte, da diese die Glaubwürdigkeit seiner Regierung untergrub und den Aufstand der Taliban förderte. Karzai war daher einerseits gefordert, ineffektive oder korrupte Beamte aus seiner Regierung auszuschließen. Andererseits übten mächtige Akteure, die ihn bei seiner Wiederwahl unterstützt hatten, Druck aus, in die Regierung aufgenommen zu werden, darunter auch der usbekische Warlord Abdul Raschid Dostum.
Am 19. Dezember 2009 stellte Karzai seine Liste mit 25 vorgeschlagenen Kabinettsmitgliedern vor. Für das Amt des Außenministers wurde jedoch kein Kandidat benannt, da Karzai den umstrittenen Außenminister Rangin Dadfar Spanta bis zur internationalen Afghanistan-Konferenz in London am 28. Januar 2010 im Amt behalten wollte. Zudem behielt Karzai die Leiter prominenter Ministerien wie die des Verteidigungs- und Innenministeriums bei, die in Washington als erfahrene Fachleute galten. Die Ministerien für Finanzen, Justiz, Bildung, Wasser und Energie, Frauen, Landwirtschaft, Drogenbekämpfung und Telekommunikation wurden jedoch neu besetzt. Die wichtigsten Ressorts erhielten die Zustimmung der Vereinigten Staaten, insbesondere von Außenministerin Hillary Clinton, als sie im November 2009 an Karzais Amtseinführung teilnahm.
Obwohl nur Ismail Khan als Warlord einen Kabinettsposten erhielt, zeigte Karzais Vorschlagsliste, dass er den Forderungen der einflussreichsten Strippenzieher nachgeben musste, die seine Wiederwahl ermöglicht hatten. Der neu ernannte Minister für Haddsch, Enayatullah Baleegh, war ein hochrangiges Mitglied der Ittihād-i Islāmī von Abdul Rasul Sayyaf, die einen Teil der Nordallianz bildete. Der vorgeschlagene Minister für öffentliche Wohlfahrt, Mirza Husain Abdullahi, war ein Verbündeter von Mohammed Mohaqiq, ebenso wie der Kandidat für das Handelsministerium, Ghulam Mohamad Eylaghi. Vizepräsident Mohammed Fahim hatte mit den Nominierungen von Wais Ahmad Barmak und Enayatullah Nazari zwei seiner loyalsten Verbündeten auf der Liste, ebenso wie Vizepräsident Karim Khalili mit der erneuten Nominierung von Sarwar Danish und Khodaidad. Der Mitbegründer der Mahāz-e Millī-ye Islāmī, Ahmed Gailani, wurde durch seinen Sohn Hamed Gailani als Minister für Grenz- und Stammesangelegenheiten repräsentiert. Mohammad Amin Fatemi, der amtierende Gesundheitsminister, wurde der Jebh-e Nejāt-e Millī von Sibghatullah Modschaddedi, die an der Seite der Dschamiat-i Islāmi im afghanischen Bürgerkrieg gekämpft hatten, zugeordnet. Schließlich war die Junbish-i Milli von Abdul Raschid Dostum mit zwei ranghohen Mitgliedern auf der Nominierungsliste vertreten: Mohammad Ismail Munshi, der stellvertretende Parteichef, wurde als Minister für Arbeit und Soziales vorgeschlagen, während Mohammadullah Batash, ein ehemaliger Sekretär des Junbish-Generalrats, als Minister für Verkehr und zivile Luftfahrt nominiert wurde.
Kurz bevor Karzai seine Liste der Nominierten präsentierte, entschied sich die Wolesi Dschirga nach dreitägiger Debatte gegen die Vergabe von Vertrauensfragen an Minister mit doppelter Staatsbürgerschaft. Allerdings hatte Karzais vorgeschlagener Kandidat für das Amt des Finanzministers, Omar Zakhilwal, auch die kanadische Staatsbürgerschaft. Letztendlich ließ das Parlament die Angelegenheit fallen und stimmte über Zakhilwals Kandidatur ab. Mit der Vorstellung seiner Kandidatenliste beantragte Karzai beim Parlament die Schaffung eines neuen Ministeriums für Märtyrer- und Behindertenangelegenheiten. Als Minister nominierte er Taj Ali Saber, ein Mitglied des Provinzrats von Chost. Das Parlament stimmte jedoch nicht zu und entschied lediglich über die Kandidatur von Mohammad Ismail Munshi als Minister für Arbeit und Soziales und Behindertenangelegenheiten. Karzai wurde heftig kritisiert, weil er in seiner Liste nur eine Frau, die amtierende Frauenministerin Husn Banu Ghazanfar, berücksichtigt hatte, die zudem als schwach galt. Am 23. Dezember kündigte Karzai daher auf einer Pressekonferenz mit dem belgischen Premierminister Yves Leterme an, ein Ministerium zur Bekämpfung des Analphabetismus im Lande aus Teilen des Bildungsministeriums zu schaffen. Er plante, eine Frau für die Leitung dieses Ministeriums zu nominieren. Weibliche Politiker sollten außerdem mehrere unabhängige Kommissionen und Vizeministerposten übernehmen.
Am selben Tag änderte Karzai die Kandidatur von Gul Agha Sherzai, der ursprünglich als Minister für Wiederaufbau vorgesehen war, zugunsten des amtierenden Ministers Yousef Pashtun. Wazhma Zurmati wurde als Ministerin für die Bekämpfung von Analphabetismus vorgeschlagen, aber ebenso wie das neue Ministerium für Märtyrer- und Behinderte wurde die Erschaffung dieses Ministeriums vom Parlament nicht anerkannt, sodass keine Abstimmung über ihre Kandidatur stattfand. Das Parlament lehnte auch eine Abstimmung über die Kandidatur von Anwar Jegdelek, einem ehemaligen Bürgermeister von Kabul, als Minister für Parlamentsangelegenheiten ab. Da dieses Ministerium lediglich die Beziehungen des Parlaments zu den anderen Staatsorganen koordinieren sollte, erforderte diese Position keiner parlamentarischen Zustimmung.

#### Ablehnung einer Mehrheit der Kandidaten
Die Wolesi Dschirga stimmte am 2. Januar 2010 über die von Karzai vorgelegte Kandidatenliste ab. Bei einer Teilnahme von 232 der 249 Parlamentsmitglieder waren 117 Stimmen für die absolute Mehrheit erforderlich, um die Kandidaten zu bestätigen. Als die Auszählung der Stimmen jedoch ergab, dass das Parlament von den insgesamt 24 Nominierten lediglich sieben bestätigt und zwei Drittel der Vorschläge abgelehnt hatte, begann eine Regierungskrise. Von den sieben Kandidaten, die vom Parlament am 9. Januar vereidigt wurden, waren fünf amtierende Minister des Kabinetts Karzai I, die für das gleiche Amt wieder nominiert worden waren. Die anderen beiden akzeptierten Minister waren Wahidullah Shahrani, der in der vorherigen Regierung Handelsminister war, und Sayed Makhdum Raheen, der bis August 2006 das Amt des Kulturministers bekleidete. Sieben weitere amtierende Minister wurden abgelehnt, darunter Frauenministerin Ghazanfar, die einzige Frau auf der Liste, und der einflussreiche Warlord Ismail Khan.
Die Regeln der Wolesi Dschirga verhinderten es, dass abgelehnte Kandidaten erneut vorgeschlagen werden konnten. Da das Parlament drei Tage später in die 45-tägigen Winterferien gehen sollte, schien es unvermeidbar, dass Karzai mit einem weitgehend unvollständigen Kabinett zur internationalen Afghanistan-Konferenz reisen müsste. Am 4. Januar forderte Karzai das Parlament auf, seine Winterpause zu verschieben, um eine neue Kandidatenliste prüfen zu können. Das Parlament beschloss daher, eine kurze Pause von drei Tagen einzulegen, und forderte Karzai auf, eine neue Liste vorzulegen, die auch einen Kandidaten für das Amt des Außenministers umfassen sollte.
| Ministerium                    | Name                      | Ergebnis   |
| ------------------------------ | ------------------------- | ---------- |
| Auswärtiges                    | –                         | –          |
| Verteidigung                   | Abdul Rahim Wardak        | zugestimmt |
| Inneres                        | Mohammad Hanif Atmar      | zugestimmt |
| Finanzen                       | Omar Zakhilwal            | zugestimmt |
| Wirtschaft                     | Anwar ul-Haq Ahadi        | abgelehnt  |
| Justiz                         | Sarwar Danish             | abgelehnt  |
| Information und Kultur         | Sayed Makhdoom Raheen     | zugestimmt |
| Bildung                        | Ghulam Farooq Wardak      | zugestimmt |
| Höhere Bildung                 | Obaidullah Obaid          | abgelehnt  |
| Handel                         | Ghulam Muhammad Eeilaqi   | abgelehnt  |
| Wasser und Energie             | Ismail Khan               | abgelehnt  |
| Transport und zivile Luftfahrt | Mohammadullah Batash      | abgelehnt  |
| Frauen                         | Husn Banu Ghazanfar       | abgelehnt  |
| Haddsch and Islam              | Enayatullah Baligh        | abgelehnt  |
| Öffentliche Wohlfahrt          | Mirza Hussain Abullahi    | abgelehnt  |
| Öffentliche Gesundheit         | Syed Mohammad Amin Fatimi | abgelehnt  |
| Landwirtschaft                 | Mohammad Asif Rahimi      | zugestimmt |
| Bergbau                        | Wahidullah Shahrani       | zugestimmt |
| Telekommunikation              | Amirzai Sangin            | abgelehnt  |
| Ländliche Entwicklung          | Wais Ahmad Barmak         | abgelehnt  |
| Arbeit und Soziales            | Mohammad Ismail Monshi    | abgelehnt  |
| Grenzen und Stämme             | Sayed Hamed Gilani        | abgelehnt  |
| Städtische Entwicklung         | Yousef Pashtun            | abgelehnt  |
| Drogenbekämpfung               | Khodaidad                 | abgelehnt  |
| Flüchtlinge und Rückkehrer     | Enayatullah Nazari        | abgelehnt  |
| Märtyrer und Behinderte        | Taj Ali Saber             | –          |
| Alphabetisierung               | Wazhma Zurmati            | –          |
| Parlamentsangelegenheiten      | Anwar Jegdelek            | –          |

### Januar bis Juni 2010: Zweite Kandidatenliste und kommissarische Minister

#### Weitere Kritik an Kandidaten

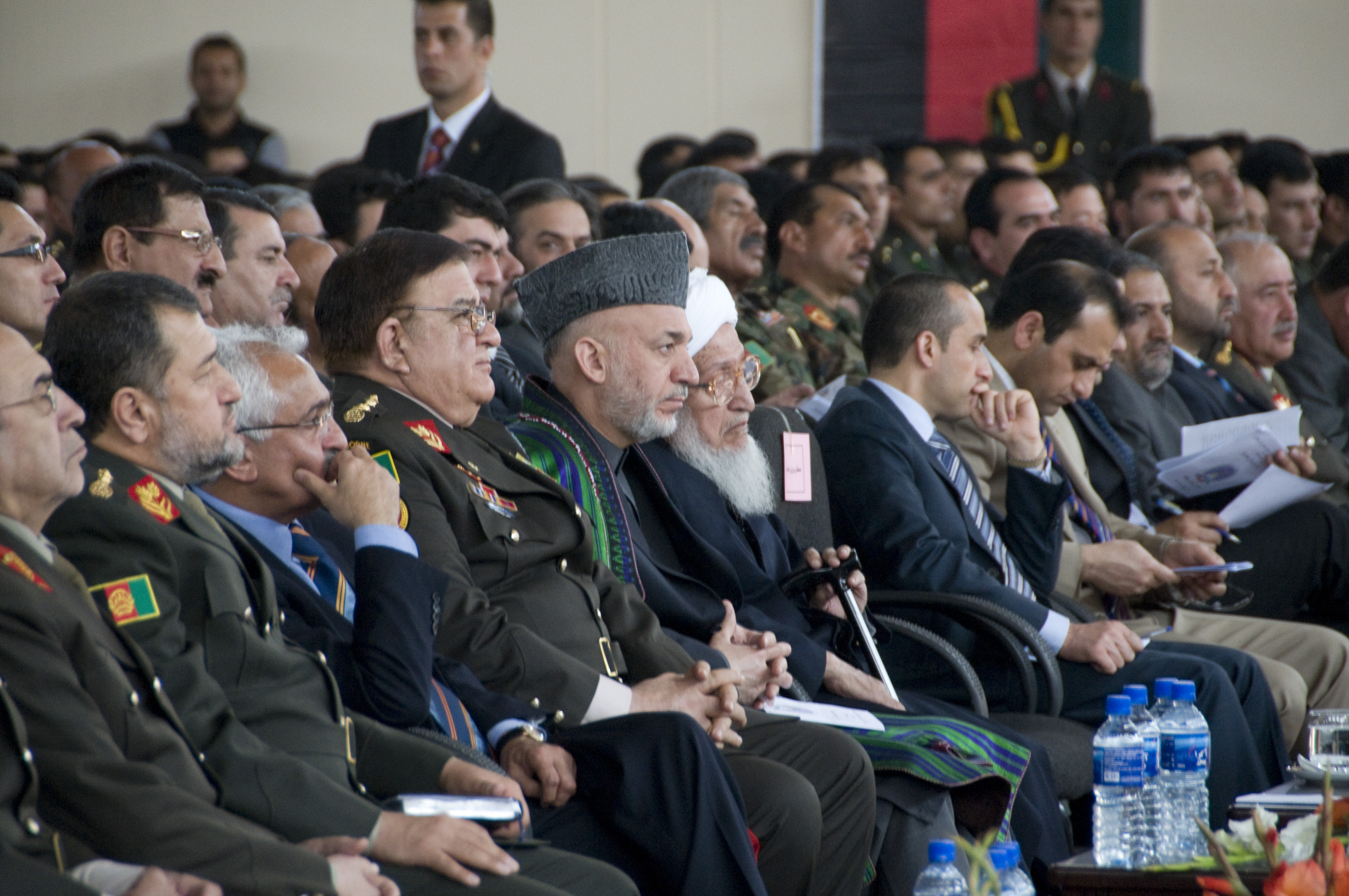
Karzai (Mitte) und Mitglieder seines Kabinetts im März 2010

Sieben Tage nach der ersten Abstimmung präsentierte der Zweite Vizepräsident Karim Khalili am 9. Januar 2010 dem Parlament eine zweite Liste mit 16 weiteren Nominierten. Keiner der abgelehnten Minister war auf dieser Liste. Auch die zweite Liste stieß auf scharfe Kritik. Während bei der ersten Liste vor allem vermutete Verbindungen der Kandidaten zu Warlords im Fokus standen, beklagten die Abgeordneten diesmal, dass viele der Kandidaten nicht über die nötige Erfahrung verfügten, um Ministerposten zu übernehmen. Ein Mitglied der Wolesi Dschirga äußerte, dass die Liste deutlich schwächer sei als die vorherige. Diesmal wurde mit Zalmai Rassoul, dem damaligen Leiter der nationalen Sicherheitsbehörde, ein Kandidat für das Außenministerium vorgeschlagen. Allerdings blieben zwei Posten unbesetzt, nämlich der des Kommunikationsministers und der des Ministers für Wasser und Energie. Beide Ämter waren zuvor vakant geworden, nachdem die amtierenden Minister, Amirzai Sangeen und Ismail Khan, in der ersten Abstimmungsrunde abgelehnt worden waren. Da in der ersten Runde keine Frauen genehmigt wurden und Karzai für die unzureichende Vertretung von Frauen in seinem Kabinett kritisiert wurde, beinhaltete die zweite Liste die Namen von drei weiblichen Kandidaten: Amina Afzali für Soziales, Suraya Dalil für Gesundheit und Palwasha Hassan für Frauenangelegenheiten. Zarar Ahmad Osmani, ein prominenter Führer der Dschamiat-e Islāmi, wurde als Minister für Drogenbekämpfung nominiert. Er war bis Ende 2009 Innenminister von Afghanistan, wurde jedoch von Karzai auf Druck des UN-Sonderbeauftragten in Afghanistan, Kai Eide, von diesem Posten entfernt. Später wurde die Liste vor der Abstimmung mit Abdul Qodus Hamidi als Nominierter für das Amt des Kommunikationsministers um einen 17. Kandidaten erweitert.

#### Abstimmung über die zweite Kandidatenliste
Das Parlament bestätigte am 16. Januar 2010 erneut sieben Minister, wodurch die Gesamtzahl der Minister auf 14 anstieg und elf Ministerien weiterhin ohne bestätigten Minister blieben. Unter den bestätigten Ministern war Osmani, der während seiner Amtszeit als Innenminister mit schweren Vorwürfen von Korruption und anstößigen Praktiken konfrontiert war. Dennoch nahm er eine entscheidende Rolle in Karzais Wiederwahl ein und nutzte die Praktiken der Patronage und Bestechung geschickt, um seinen Einfluss zu sicher, und erhielt eine große Anzahl von 161 Stimmen. Arsala Jamal, der eine ähnliche Vorgeschichte hatte, musste sein Amt als Gouverneur von Chost aufgrund von Korruptionsvorwürfen niederlegen und diente ebenfalls als Mitglied von Karzais Kampagne. Er war jedoch mit der Hizb-i Islāmī verbündet und wurde vom Parlament nicht bestätigt.
Die einzige Frau, die ernannt wurde, war Amina Afzali, die ehemalige Ministerin für Jugend im Kabinett Karzai I und Mitglied der Dschamiat. Palwasha Hassan und Suraya Dalil, die beiden anderen weiblichen Kandidatinnen mit langen Karrieren in afghanischen Nichtregierungsorganisationen, wurden beide abgelehnt. Mit Zalmai Rassoul wurde ein neuer Außenminister, der Karzai nahe stand, kurz vor Beginn der wichtigen Afghanistan-Konferenz bestätigt. Rassoul hatte auch gute Verbindungen zur ehemaligen königlichen Familie von König Mohammed Zahir Schah. Das Gleiche galt für Habibullah Ghaleb, ein Mitglied der Jebh-e Nejāt-e Millī des ehemaligen Präsidenten Sibghatullah Modschaddedi, der als Justizminister bestätigt wurde. Abdul Rahim, ein hochrangiges Mitglied der Dschamiat und enger Vertrauter des ehemaligen Präsidenten Burhanuddin Rabbani, erhielt nicht genügend Stimmen, um Minister für Flüchtlinge zu werden. Sein Neffe, Jarullah Mansouri, der ebenfalls Mitglied der Dschamiat war, aber als noch engerer Vertrauter von Vizepräsident Mohammed Fahim galt, sammelte jedoch genug Stimmen und wurde als Minister für ländliche Entwicklung und Wiederaufbau bestätigt. Yusuf Niazi wurde der neue Minister für Haddsch, und der Führer Hizb-i Islāmī, Abdul Hadi Arghandiwal, wurde als Wirtschaftsminister bestätigt.
| Ministerium                    | Name                        | Ergebnis   |
| ------------------------------ | --------------------------- | ---------- |
| Auswärtiges                    | Zalmai Rassoul              | zugestimmt |
| Wirtschaft                     | Abdul Hadi Arghandiwal      | zugestimmt |
| Justiz                         | Habibullah Ghaleb           | zugestimmt |
| Höhere Bildung                 | Mohammad Hashim Esmatullahi | abgelehnt  |
| Handel                         | Zahir Waheed                | abgelehnt  |
| Wasser und Energie             | –                           | –          |
| Transport und zivile Luftfahrt | Abdul Rahim Horas           | abgelehnt  |
| Frauen                         | Pelwasha Hassan             | abgelehnt  |
| Haddsch and Islam              | Mohammad Yasouf Neyazi      | zugestimmt |
| Öffentliche Wohlfahrt          | Mohammad Bashir Lali        | abgelehnt  |
| Öffentliche Gesundheit         | Suraya Dalil                | abgelehnt  |
| Telekommunikation              | Qudoos Hamidi               | abgelehnt  |
| Ländliche Entwicklung          | Jarullah Mansouri           | zugestimmt |
| Arbeit und Soziales            | Amina Afzali                | zugestimmt |
| Grenzen und Stämme             | Arsala Jamal                | abgelehnt  |
| Städtische Entwicklung         | Sultan Hussain Nasery       | abgelehnt  |
| Drogenbekämpfung               | Zarar Ahmad Osmani          | zugestimmt |
| Flüchtlinge und Rückkehrer     | Abdul Rahim                 | abgelehnt  |

Karzai entschied sich, vor der Afghanistan-Konferenz keine dritte Liste vorzulegen, um die vakanten Positionen zu besetzen. Stattdessen ließ er einige der Kandidaten als kommissarische Minister arbeiten, die ihr Ministerium ohne die offizielle Genehmigung des Unterhauses leiteten.
| Ministerium                    | Name                    |
| ------------------------------ | ----------------------- |
| Höhere Bildung                 | Sarwar Danish           |
| Handel                         | Ghulam Muhammad Eeilaqi |
| Wasser und Energie             | Ismail Khan             |
| Transport und zivile Luftfahrt | Mohammadullah Batash    |
| Frauen                         | Husn Banu Ghazanfar     |
| Öffentliche Wohlfahrt          | Suhrab Ali Safari       |
| Öffentliche Gesundheit         | Suraya Dalil            |
| Telekommunikation              | Amirzai Sangin          |
| Grenzen und Stämme             | Arsala Jamal            |
| Städtische Entwicklung         | Sultan Hussain Nasery   |
| Flüchtlinge und Rückkehrer     | Abdul Rahim             |

### Juni 2010 bis Februar 2012: Dritte Kandidatenliste und vorläufige Regierung

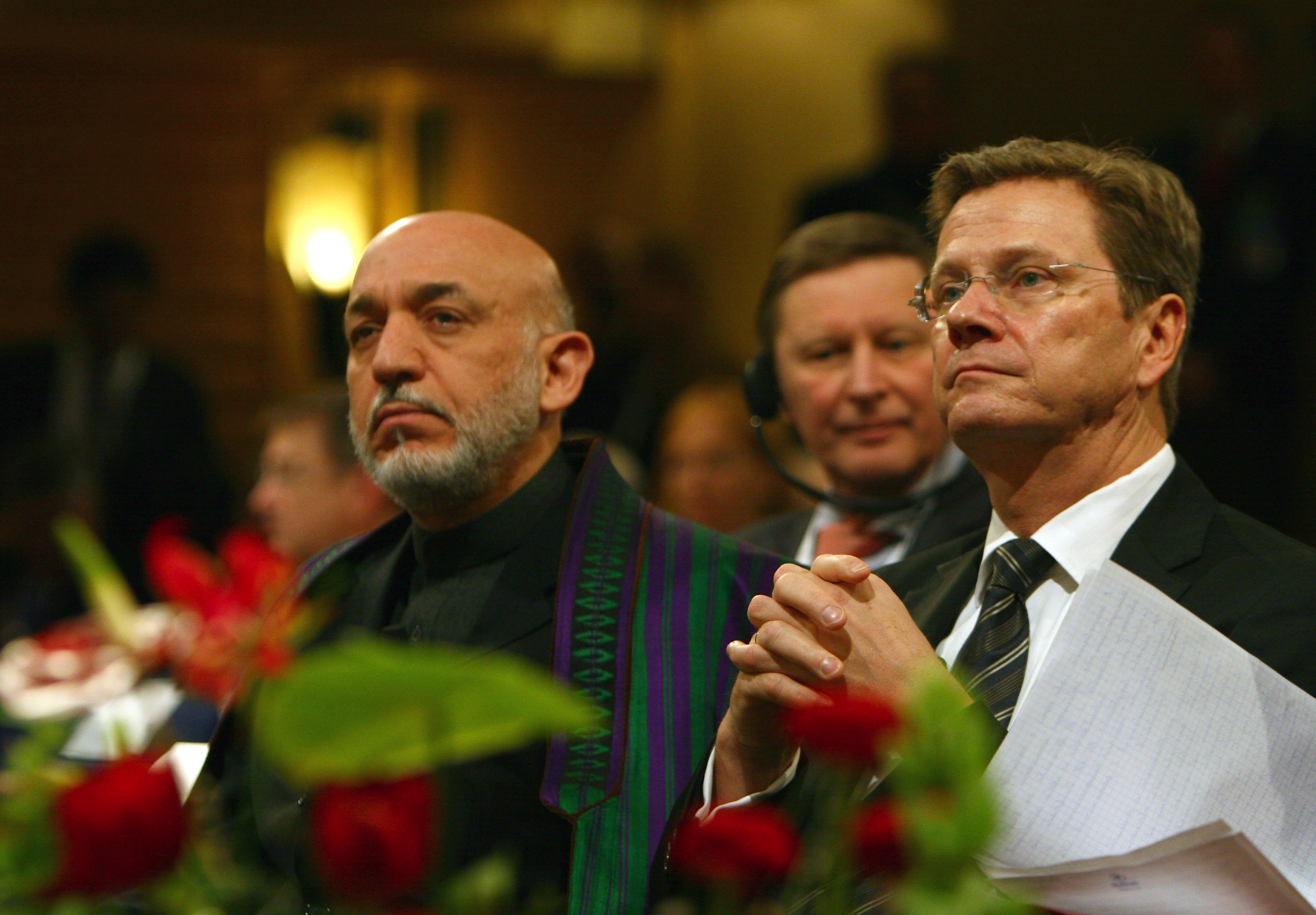
Karzai und der deutsche Außenminister Guido Westerwelle (2011)

Nachdem ein Taliban-Angriff die nationale Friedens-Dschirga in Kabul erschüttert hatte, trat im Juni 2010 Innenminister Hanif Atmar zusammen mit Amrullah Saleh, der Leiter der Nationalen Sicherheitsdirektion (NDS) war, zurück. In Kabul gab es weit verbreitete Spekulationen, dass Atmar zurücktrat, weil er mit Karzais Plan, mit den Taliban zu verhandeln, nicht einverstanden war. Karzai, der die zentrale Bedeutung des Innenministeriums erkannte, konnte dieses Amt weder unbesetzt lassen noch von einem amtierenden Minister führen lassen, der keine parlamentarische Bestätigung erhalten hatte. Aus diesem Grund kündigte er am 26. Juni 2010 an, der Wolesi Dschirga eine dritte Liste von Kandidaten vorzulegen. Diese dritte Liste enthielt die Namen von sieben Ministerkandidaten. Die anderen fünf Ministerien, die noch keinen genehmigten Minister hatten, wurden weiterhin von ihren kommissarischen Ministern geführt. Die Liste beinhaltete Anwar ul-Haq Ahadi, der im Januar für das Wirtschaftsministerium abgelehnt worden war, Abdul Qudoos Hamidi, der für das Amt des Kommunikationsministers abgelehnt worden war, und Sarwar Danish, der für das Amt des Justizministers abgelehnt worden war und seitdem als amtierender Minister für höhere Bildung fungierte.
Bismillah Mohammadi, bisheriger Stabschef der Afghanischen Nationalarmee, wurde zum neuen Innenminister ernannt. Der Gouverneur von Kandahar, Assadullah Khalid, wurde zum Minister für Grenz- und Stammesangelegenheiten ernannt. Daud Ali Najafi, der während der umstrittenen Präsidentschaftswahlen von 2009 die Wahlkommission Afghanistans leitete, stand auf der Liste als Minister für Transport und zivile Luftfahrt. Fünf der sieben Kandidaten wurden von der Wolesi Dschirga am 28. Juni genehmigt, nur Sarwar Danish und Daud Ali Najafi wurden abgelehnt. Seitdem behielt Karzai Danish und Najafi als kommissarische Minister in seinem Kabinett.
| Ministerium                    | Name                | Ergebnis   |
| ------------------------------ | ------------------- | ---------- |
| Inneres                        | Bismillah Mohammadi | zugestimmt |
| Höhere Bildung                 | Sarwar Danish       | abgelehnt  |
| Handel                         | Anwar ul-Haq Ahadi  | zugestimmt |
| Transport und zivile Luftfahrt | Daud Ali Najafi     | abgelehnt  |
| Öffentliche Arbeit             | Qudoos Hamidi       | zugestimmt |
| Grenzen und Stämme             | Asadullah Khalid    | zugestimmt |
| Flüchtlinge und Rückkehrer     | Jamahir Anwari      | zugestimmt |

### Februar bis März 2012: Vierte Kandidatenliste und endgültige Bestätigung des Kabinetts
Im Februar 2012 kritisierte die Wolesi Dschirga die Regierung erneut, dass sie die fehlenden, geschäftsführend tätigen Kabinettsmitglieder nicht zur Bestätigung durch ein Vertrauensvotum vorgeschlagen hatte. Die Abgeordneten erklärten, dass sie den nächsten Haushalt nicht genehmigen würden, solange Präsident Karzai die restlichen Kabinettsminister nicht nominiert hatte. Am 15. Februar nominierte Karzai Kandidaten für die sieben verbliebenen Ministerien, die nur einen kommissarischen Minister hatten, sowie neue Kandidaten für die Ministerien für ländliche Entwicklung und öffentliche Arbeiten. Gemäß der ursprünglichen Regelung durfte ein Kabinettskandidat nicht für denselben Posten erneut nominiert werden. Dieses Verfahren wurde jedoch gelockert, da die Kandidaten vor der Wahl der Wolesi Dschirga 2010  abgelehnt wurden. Karzai konnte nun seine zuvor abgelehnten Kandidaten der neuen Dschirga vorlegen. Am 5. März erhielten alle neun Kabinettsmitglieder die Zustimmung des Unterhauses des Parlaments.
| Ministerium                    | Name                    | Ergebnis   |
| ------------------------------ | ----------------------- | ---------- |
| Höhere Bildung                 | Obaidullah Obaid        | zugestimmt |
| Transport und zivile Luftfahrt | Daud Ali Najafi         | zugestimmt |
| Wasser und Energie             | Ismail Khan             | zugestimmt |
| Frauen                         | Husn Banu Ghazanfar     | zugestimmt |
| Öffentliche Arbeit             | Najibullah Awzhan       | zugestimmt |
| Öffentliche Gesundheit         | Suraya Dalil            | zugestimmt |
| Telekommunikation              | Amirzai Sangin          | zugestimmt |
| Städtische Entwicklung         | Mirza Hussain Abdullahi | zugestimmt |
| Ländliche Entwicklung          | Wais Ahmad Barmak       | zugestimmt |

### März 2012 bis September 2014: Änderungen in den Ministerien

#### Wechsel der Ämter in Schlüsselministerien

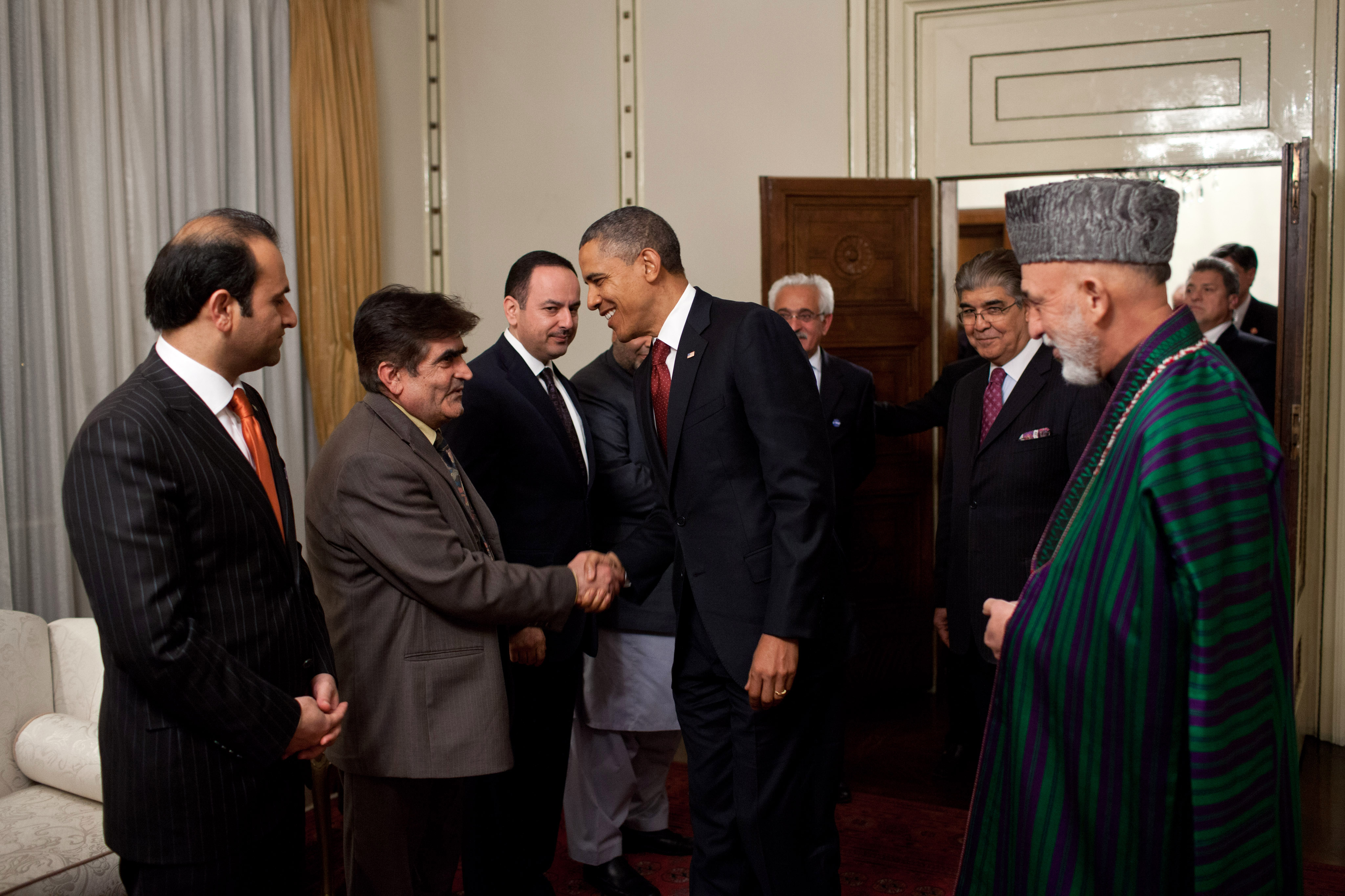
Mitglieder der afghanischen Regierung empfangen Barack Obama im Arg (2012)

Am 4. August 2012 forderte die Wolesi Dschirga Verteidigungsminister Abdul Rahim Wardak und Innenminister Bismillah Mohammadi zu einer Sitzung des Parlaments auf, um sich für die fortgesetzten pakistanischen Grenzbeschüsse in der Provinz Kunar zu erklären. Die beiden Minister, die im Kabinett als bedeutende Figuren galten, konnten die Fragen des Parlaments nicht in ausreichendem Maße beantworten, und verloren daraufhin eine nachfolgende Vertrauensabstimmung. Obwohl Karzai ankündigte, beide bis zur Ernennung eines neuen Ministers in ihren Positionen behalten zu wollen, trat Wardak am 7. August zurück und wurde am folgenden Tag kommissarisch durch Enayatullah Nazari ersetzt. Da Karzai auch den Leiter der NDS entlassen hatte, legte er im September 2012 eine Liste mit neuen Namen für drei der wichtigsten Ministerien vor. Der entlassene Innenminister Muhammadi wurde zum neuen Verteidigungsminister ernannt. Mujtaba Patang, stellvertretender Innenminister und ehemaliger Polizist, wurde als neuer Innenminister nominiert. Asadullah Khalid, damals Minister für Grenz- und Stammesangelegenheiten, wurde als neuer Leiter der NDS benannt. Seine Kandidatur stieß auf Kritik, da ihm eine umstrittene Menschenrechtsbilanz zugeschrieben wurde und er der persönlichen Folter von Gefangenen beschuldigt wurde. Azizullah Din Muhammad, ehemaliger Gouverneur der Provinzen Nangarhar und Kabul sowie Karzais Wahlkampfleiter 2009, wurde als Minister für Stammes- und Grenzangelegenheiten benannt. Am 15. September 2012 stimmte die Wolesi Dschirga über die Kandidaten ab. Außer Din Mohammad wurden alle Kandidaten akzeptiert.
| Ministerium        | Name                     | Ergebnis   |
| ------------------ | ------------------------ | ---------- |
| Verteidigung       | Bismillah Khan Mohammadi | zugestimmt |
| Inneres            | Mujtaba Patang           | zugestimmt |
| Grenzen und Stämme | Azizullah Din Mohammad   | abgelehnt  |

Ein halbes Jahr später, im April 2013, rief die Wolesi Dschirga erneut Minister ein, um sie für angebliches Missmanagement verantworten zu lassen. Elf Minister wurden vor das Parlament geladen, da die Abgeordneten auf Grundlage eines Berichts des Obersten Rechnungshofs der Auffassung waren, dass diese weniger als die Hälfte der für sie vorgesehenen Entwicklungsbudgets verwendet hatten. Die Anschuldigung erwies sich jedoch als unbegründet, und nach den Beratungen erhielten alle elf Minister das Vertrauen des Parlaments. Es wurden jedoch Vorwürfe über taktisches Vorgehen und angebliche Korruption im Zusammenhang mit der Art und Weise laut, wie die Minister ihre Stimmen sicherten.
Am 22. Juli 2013 wurde Innenminister Patang überraschend von der Wolesi Dschirga abberufen. In den drei Monaten zuvor war er mehrfach von den Abgeordneten zu Anhörungen geladen worden, hatte jedoch stets einen seiner Stellvertreter entsandt. Er wurde für die Verschlechterung der Sicherheitslage auf den Straßen zwischen Kabul und Bamiyan sowie Kabul und Ghazni kritisiert. Zudem forderten die Abgeordneten Antworten auf Korruptionsvorwürfe, die Patang gegen sie erhoben hatte. Letztlich stimmten 136 von 205 anwesenden Abgeordneten gegen ihn. Karzai akzeptierte das Misstrauensvotum jedoch nicht sofort. Er bat den Obersten Gerichtshof um eine Überprüfung der Gründe für die Entlassung. In der Zwischenzeit blieb Patang kommissarischer Minister, bis Karzai ihn am 3. September 2013 entließ, ohne dass eine Entscheidung des Obersten Gerichtshofs getroffen wurde.

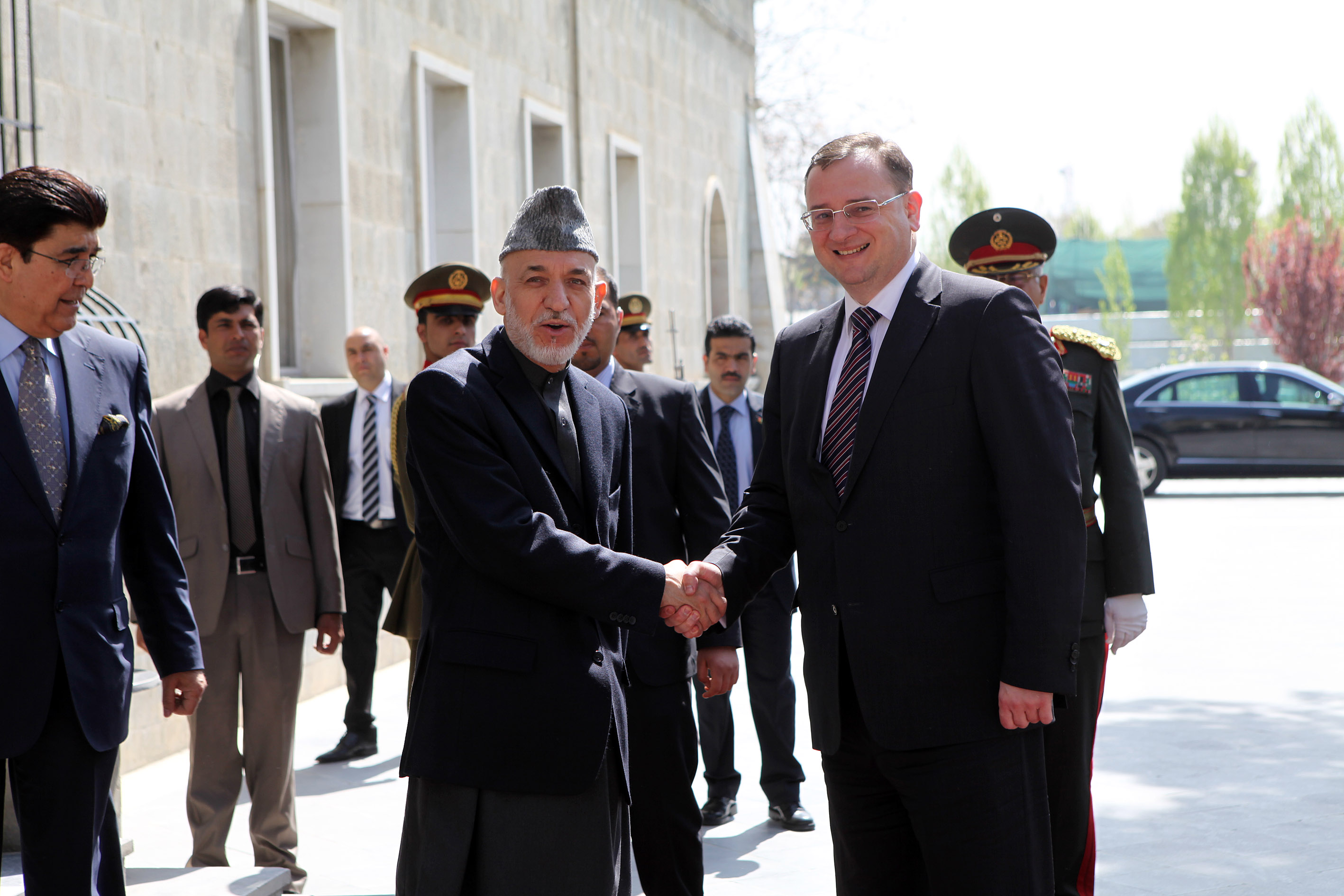
Tschechiens Premierminister Petr Nečas mit Karzai (2013)

Stattdessen ernannte Karzai Umar Daudsai zum neuen Innenminister. Daudsai war zuvor Karzais Stabschef und Botschafter im Iran sowie Pakistan und hatte eine mögliche Kandidatur bei den Präsidentschaftswahlen 2014 angekündigt. Durch die Annahme des Ministerpostens zog er seine Kandidatur zurück. Einen Tag zuvor ernannte Karzai Rahmatullah Nabil zum kommissarischen Leiter des NDS. Daudsai und Mohammad Akram Khpalwak (als Minister für Grenz- und Stammesangelegenheiten) wurden am 25. September 2013 mit dem Vertrauensvotum bestätigt und als Minister ernannt.
| Ministerium        | Name           | Ergebnis   |
| ------------------ | -------------- | ---------- |
| Inneres            | Umar Daudzai   | zugestimmt |
| Grenzen und Stämme | Akram Khpalwak | zugestimmt |

#### Kabinettsänderungen vor der Präsidentenwahl 2014
Im Oktober 2013 registrierten sich 27 Afghanen als Präsidentschaftskandidaten, jeweils mit zwei Vizepräsidentenkandidaten. Um für das Amt des Präsidenten oder Vizepräsidenten kandidieren zu können, mussten einige Minister zurücktreten. Außenminister Zalmai Rassoul und Handelsminister Anwar ul-Haq Ahadi registrierten sich als Präsidentschaftskandidaten, obwohl Ahadis Kandidatur von der unabhängigen Wahlkommission abgelehnt wurde. Energieminister Ismail Khan trat zurück, um erster Stellvertreter von Abdul Rasul Sayyaf zu werden. Bergbauminister Wahidullah Shahrani wurde erster Stellvertreter von Qayum Karzai. Später im Monat ernannte Karzai ihre Nachfolger. Der umstrittene Minister für Drogenbekämpfung, Zarar Ahmad Osmani, wurde zum neuen Außenminister ernannt. Auch die ehemaligen Minister Mohammad Arif Noorzai und Mohammad Shakir Kargar erhielten erneut Ministerposten, ebenso wie Haji Akbar Barakzai und Din Muhammad Mubarez Rashedi, die im Vergleich zu den anderen Ministern neu in der Regierung waren. Die fünf Minister wurden am 29. Dezember 2013 ebenfalls mit einem Vertrauensvotum bestätigt.
| Ministerium        | Name                     | Ergebnis   |
| ------------------ | ------------------------ | ---------- |
| Auswärtiges        | Zarar Ahmad Osmani       | zugestimmt |
| Energie und Wasser | Mohammad Arif Noorzai    | zugestimmt |
| Bergbau            | Mohammad Akbar Barakzai  | zugestimmt |
| Handel             | Muhammad Shakir Kargar   | zugestimmt |
| Drogenbekämpfung   | Mohammad Mubarez Rashedi | zugestimmt |

Im März 2014 starb Vizepräsident Mohammed Fahim im Alter von 57 Jahren an einem Herzinfarkt, nur wenige Monate vor dem Ende seiner Amtszeit. Karzai nominierte Yunus Qanuni als Nachfolger Fahims im Amt des Ersten Vizepräsidenten. Qanuni war nach der amerikanischen Invasion in Afghanistan 2001 Innenminister im Interimskabinett Karzai und anschließend von 2002 bis 2004 Bildungsminister im Übergangskabinett Karzai. Im Jahr 2004 kandidierte Qanuni gegen Karzai bei den Präsidentschaftswahlen. 2005 wurde er in die Wolesi Dschirga gewählt und wurde Sprecher des Hauses. Wie Fahim ist Qanuni ein ethnischer Tadschike und hat einen Hintergrund als Führer der Shura-e Nazar, die eng mit der Dschamiat-i Islāmi von Ahmad Schah Massoud kooperierte. Am 25. März wurde die Nominierung Qanunis einstimmig vom Parlament bestätigt. Am 20. März starb zudem Justizminister Habibullah Ghalib an einer Gehirnblutung. Er wurde kommissarisch durch den bisherigen stellvertretenden Justizminister Mohammad Yousuf Halim ersetzt.